# Octoblepharum brevisetum
Octoblepharum brevisetum är en bladmossart som beskrevs av C. C. Townsend 1963. Octoblepharum brevisetum ingår i släktet Octoblepharum och familjen Dicranaceae. Inga underarter finns listade i Catalogue of Life.